# Motor Modular de Ford

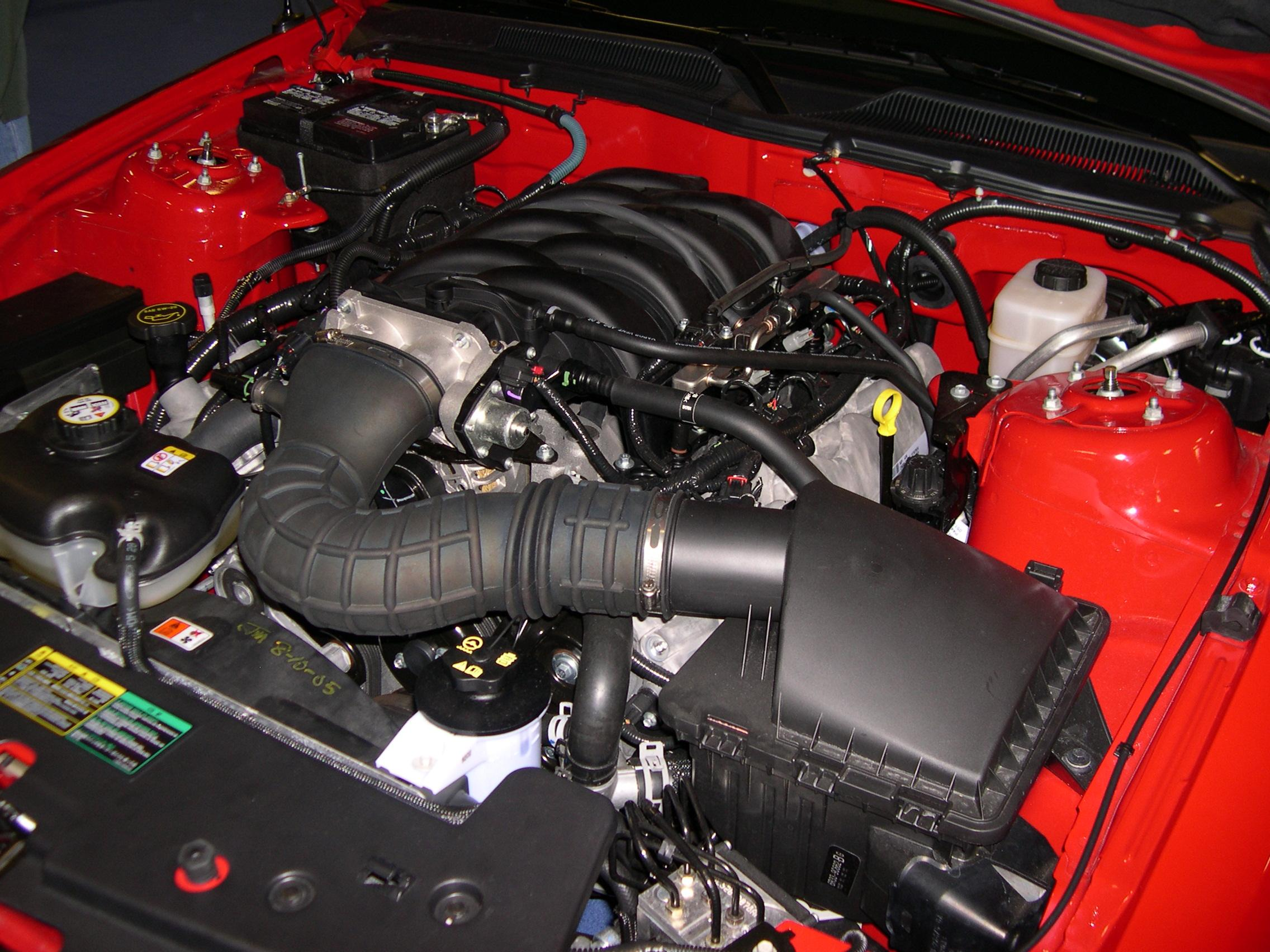
Motor 4.6 L equipat en un Ford Mustang GT del 2006

El motor modular o "mod motor", és una família de motors de Ford Motor Company de construcció OHC (overhead camshaft) de 8 i 10 cilindres en V. Substitueix de forma gradual a les anteriors famílies Windsor i 385. Es fabriquen, des de 1991 principalment a la planta de Romeo, Michigan. També a Windsor, Ontario se'n produeixen.
Aquests motors són usats a les camionetes Ford Motor Company (reben el nom de Triton), cotxes Lincoln (reben el nom d'Intech) i en els Mercury.

## 4.6 (281 in³)
El primer vehicle que l'estrenà és el Lincoln Town Car del 1991. Existeixen diferents variants d'aquest 4.6. Cal esmentar que la versió DOHC estigué dins la llista Ward's 10 best engines el 1996 i la versió SOHC el 2005 i 2006.
2-vàlvules
Vehicles que equipen la variant 4.6 SOHC 16v (2 vàlvules per cilindre):
- 1991-1993 Lincoln Town Car, 190 cv
- 1992-1997 Ford Crown Victoria/Mercury Grand Marquis, 190 a 210 cv
- 1998-2000 Ford Crown Victoria/Mercury Grand Marquis, 200 a 215 cv
- 2001-2002 Ford Crown Victoria/Mercury Grand Marquis, 220 a 235 cv
- 2003-2004 Ford Crown Victoria/Mercury Grand Marquis, 224 to 239 cv
- 2004-2011 Ford Crown Victoria Police Interceptor, 250 cv
- 1994-1997 Lincoln Town Car, 210 cv
- 1994-1997 Ford Thunderbird, 205 cv
- 1994-1997 Mercury Cougar, 205 cv
- 1998-2000 Lincoln Town Car, 205 cv
- 2001-2002 Lincoln Town Car, 235 cv
- 2003-2004 Lincoln Town Car, 239 cv
- 2002-2005 Ford Explorer, 239 cv i 382 N•m
- 1996-1997 Ford Mustang, 215 cv
- 1998 Ford Mustang, 225 cv
- 1999-2004 Ford Mustang, 260 cv i 410 N•m

En el motor del Lincoln de 1991 el intake manifold (part del motor que introdueix la mescla d'aire i gasolina als cilindres) era d'alumini. A partir del 1996 s'usa el Zytel nylon-composite de Dupont: aquest material va tenir problemes de pèrdua de líquid refrigerant, i en conseqüència els consumidors van presentar una demanda a Ford resolta el 17 de desembre de 2005. A partir de 2002, Ford revesteix aquest material amb alumini i substitueix tots els intake manifold dels motors de 1996 en endavant. Els models objecte de la demanda són:
- Mercury Grand Marquis, 1996-2001
- Lincoln Town Car, 1996-2001
- Ford Crown Victoria, 1996-2001
- Mercury Cougar, 1997 (construïts després de 24/06/97)
- Ford Thunderbird, 1997 (construïts després de 24/06/97)
- Ford Mustang, 24/06/1997-2001 (alguns vehicles)
- Ford Explorer, principis de 2002

4-vàlvules
Aquesta versió de 4 vàlvules DOHC l'equipa el Lincoln Mark VIII de 1993. Tenia el bloc d'alumini, sistema IMRC i el cap dels pistons amb 2 cambres dividides. A partir de 1999 per millorar el rendiment d'aquest, es canvia el cap dels cilindres amb un disseny tumble-style, nova configuració dels arbres de lleves i una millora en el intake manifold.
Vehicles que equipen la variant 4.6 DOHC 32v (4 vàlvules per cilindre):
- 1993-1998 Lincoln Mark VIII, 280 cv i 386 N•m
- 1995-1998 Lincoln Continental, 260 cv
- 1997-1998 Lincoln Mark VIII LSC, 290 cv
- 1999-2002 Lincoln Continental, 275 cv
- 2003-2004 Mercury Marauder, 302 cv i 431 N•m
- 1996-1998 Ford Mustang Cobra, 305 cv i 407 N•m
- 1999/2001 Ford Mustang Cobra, 320 cv i 430 N•m
- 2003 Ford Mustang Mach 1, 305 cv i 434 N•m
- 2004 Ford Mustang Mach 1, 310 cv i 454 N•m
- 2003-2005 Lincoln Aviator, 302 cv i 431 N•m
- 2003-2004 Ford Mustang Cobra Supercharged, 390 cv i 528 N•m (aquest últim, porta el bloc d'acer)
- 2013-actualitat Porsche 918 Spyder, 887 cv i 1,280 N•m

3-vàlvules
Aquesta versió SOHC fou presentada el 2002 amb el V8 5.4L equipat al Ford Falcon (Barra 230) a Austràlia, i el 2004 amb el nom de 5.4L Triton a les camionetes Ford F-Series. El primer 4.6L apareix en el Ford Mustang del 2005.
Tècnicament, incorpora distribució variable variable camshaft timing (VCT) i un sistema de control de flux d'aire cap a una o ambdues cambres d'un pistó Charge Motion Control Valve (CMCV). Els materials del bloc varien segons si és alumini (Ford Mustang del 2005 en endavant i Ford Explorer del 2006) o d'acer, usat a les Ford F-Series.
Vehicles que equipen la variant 4.6 SOHC 24v (3 vàlvules per cilindre):
- 2005+ Ford Mustang, 4.6 L, 300 cv i 434 N•m
- 2006+ Ford Explorer, 4.6 L, 292 cv i 407 N•m

## 5.4 (330 in³)
Aquesta versió 5.4L SOHC s'utilitza en camionetes i vehicles tot camí Ford amb el nom de Triton. Aquest motor ha estat presentat a la llista Ward's 10 Best Engines list els anys 1997, 1998, 2000 i 2002. Una versió d'aquest motor amb compressor és equipada pel Ford F-150 Lighting.
El mateix motor però amb estructura DOHC de 4 vàlvules per cilindre és equipada per una versió limitada del Cobra R del 2000, el Shelby Mustang GT500 i el Ford GT, aquest últim el motor està altament modificat a causa de les característiques d'aquest cotxe.
Vehicles que equipen la variant 5.4 SOHC 16v (2 vàlvules per cilindre):
- 1997-2004 Ford F-Series, 260 cv
- 1997-2004 Ford Expedition, 260 cv
- 1997-actualitat Ford E-Series, 255 cv
- 1999-2004 Ford Lightning amb compressor, 380 cv

Vehicles que equipen la variant 5.4 SOHC 24v (3 vàlvules per cilindre):
- 2004-actualitat Ford F-Series, 300 cv
- 2005-actualitat Ford Expedition 300 cv
- 2005-actualitat Lincoln Navigator 300 cv

Vehicles que equipen la variant 5.4 DOHC 32v (4 vàlvules per cilindre):
- 1999-2004 Lincoln Navigator, 300 cv
- 2000 Ford Mustang Cobra R, 385 cv i 522 N•m
- 2005–2006 Ford GT Supercharged, 550 cv i 678 N•m
- 2007-2009 Shelby Mustang GT500 Supercharged, 500 cv i 651 N•m

## 6.5 (397 in³)
Derivat de la popular 4.6 DOHC 2v, el 6.5 es va modificar per SVT, exclusivament per a un vehicle.
- 2006-2007(?) Ford Crown Victoria DUB Special, 450 cv i 813 N•m

## 6.8 (415 in³)
Aquest motor a diferència dels anteriors té 10 cilindres més (V10) i tècnicament es tracta del 5.4L V8 amb 2 cilindres afegits. Utilitza un equilibrador per reduir les vibracions del motor. Les primeres unitats, la potència era de 265 cv però amb la introducció de la versió SOHC de 24v (3 vàlvules per cilindre) la potència ha augmentat fins a 362 cv i 620 N•m.
Comercialment es coneix com a Triton V10 i l'equipen:
- 1997-actualitat Ford E-Series
- 1999-actualitat Ford F-Series Super Duty
- 2000-2005 Ford Excursion

## 5.0 Cammer
En 2005 Ford Racing Performance Parts (FRPP) s'usa per vehicles d'altes prestacions o per competicions automobilístiques. El seu nom es M-6007-T50EA però hom el coneix com a "Cammer".
A la Grand-Am Cup, al SCCA World Challenge's GT class els Mustang usen aquesta mecànica.

## Ford Austràlia
Alguns models de Ford com el Falcon o Fairlane i la divisió d'altes prestacions de Ford (Ford Performance Vehicles, FPV). Algunes aplicacions d'aquests motors:
- Barra 230 5.4 L V8 SOHC de 3 vàlvules i 310 cv i 500 N•m
- Boss 260 5.4 L V8 DOHC de 4 vàlvules, 349 cv i 500 N•m
- Boss 290 5.4 L V8 DOHC de 4 vàlvules, 389 cv i 520 N•m

## Rècord mundial
El Koenigsegg CCR utilitza un Ford Modular DOHC de 32 vàlvules i doble compresor Rotrex. Aquesta combinació dona 806 cv i la seva velocitat màxima és de 388 km/h (241 mph). Això el va convertir en el cotxe de sèrie més ràpid del món (l'anterior rècord el tenia el McLaren F1) i així el llibre Guinness World Records ho recull el 2005 atorgant-li el títol de Worlds Fastest Production Car. Però aquest privilegi ja no el té perquè el Bugatti Veyron 16.4 de 1001 cv té una velocitat màxima de 407 km/h (253 mph) d'acord amb Car and Driver.

## Informació mediambiental
El Koenigsegg CCR equipa un motor capaç de funcionar amb E85. Els motors Triton 5.4 V8 i Modular 4.6 V8 des del 2006 poden funcionar amb E85.